# Gävle GIK
Gävle GIK är en idrottsklubb från Gävle i Gästrikland.
Klubben bildades vid det konstituerande mötet den 6 maj 1906 som Gefle Godtemplares Gymnastik och Idrottsförening.
Klubben kallades populärt för "GGIK", "Godis", "Saftpiraterna" eller "Saftis", eftersom det var en blandning av nykterhetsförening och sportklubb.
Initiativtagare var Axel Hellström, som även blev klubbens förste ordförande. Redan 1907 föreslogs en förändring av namnet och 1908 ändrades föreningens namn till Gävle Godtemplares Idrottsklubb med förkortningen GGIK.
GGIK bedriver bland annat fotboll, innebandy och ishockey. 
Klubben har tidigare haft backhoppning, längdskidor, gymnastik, friidrott, orientering, simning, cykel, tennis, bandy och inte minst handboll i sin verksamhet.

## Fotboll
Fotboll var föreningens första verksamhet 1906. Gävle GIK Fotboll bildades som en egen förening 12 maj 1993. Fotbollslaget har alltid spelat i lägre divisioner. 2011 bildades ett A-lag (herrar) som då började i GFF div 6. Höstsäsongen 2013 låg de absoluta toppen av div 6 - på god väg mot div 5.
Hösten 2011 bildades det första tjejlaget för GGIK på många årtionden, de spelade säsongen 2013 i GFF div 4 för Flickor 00 (13 år).
Klubben har fostrat Eric Larsson som senare spelade med Gefle IF, GIF Sundsvall och Malmö FF i Allsvenskan. Hockeyspelaren Calle Järnkrok är också fotbollsfostrad i klubben. 

## Innebandy
Gävle GIK Innebandy bildades 1990 som en egen klubb. Gävle GIK innebandy är idag en av Sveriges största och tillika framgångsrika förening. Herrlaget var etablerat i toppen av div 1 under många år med topplaceringar. Säsongen 2006–2007 tog laget steget till elitseriekvalet som seriesegrare, men slutade där 3:a i gruppen och återfanns även den kommande säsongen i div 1. Säsongen 2014–2015 slutade laget 2:a i Allsvenskan norra, och efter ett dramatiskt kval mot Järfälla lyckades man efter ett straffavgörande i avgörande matchen ta sig upp till SSL. Säsongen 2015–2016 slutade man på sista plats i SSL.
Damerna återfanns även de i Division 1 och slutade säsongen på en 3:e plats. Damerna har säsongen 2003–2004 spelat i Elitserien. 
Man har också satt publikrekord i Gästrikland den 14 april med 1 728 åskådare i Läkerol Arena, nu under namnet Gavlerinken Arena. (Kval till SSL mot Västerås)
Gävle GIK Innebandy har över 600 tjejer och killar i sin verksamhet.

## Ishockey
Ishockeyn började den 5 januari 1940 då Gävle GIK spelade sin premiärmatch mot Brynäs på Islandsplan i Gävle. Klubben debuterade i Sveriges högsta division säsongen 1947/1948 och etablerade sig snabbt i toppen. Säsongen 1953/1954 tog sig klubben till finalspel, där man förlorade mot Djurgårdens IF. Gävle GIK blev säsongen 1956/1957 den första klubben utanför Stockholm-Södertälje som blev svenska mästare i ishockey. Säsongen 1963/1964, då Brynäs IF vann sitt första SM-guld, ramlade Gävle GIK ur högsta divisionen, och samma sak skedde med den tidigare etablerade klubben Strömsbro IF säsongen 1967/1968.
Liksom Strömsbro IF höll sig GGIK framöver inte heller kvar permanent i näst högsta serien, och åren 1975–1980 blev man sammanslagna med Åbyggeby IK. Efter att de båda klubbarna gått skilda vägar kom Gävle GIK tillbaka till näst högsta serien division 1 för några säsonger i början av 1980-talet. När GGIK säsongen 1982/1983 föll ur näst högsta serien gick man samman med Strömsbro IF som S/G Hockey, eller S/G 83, en sammanslagning som de allra första åren var ett uttalat topplag i division 1 men snart började falla tillbaka.
1991 drog sig Strömsbro IF ur samarbetet och började om i division 4, och GGIK ansåg sig inte ha resurserna att själva bedriva verksamhet i division 1 och gjorde samma sak. S/G Hockey slogs ihop med Brynäs IF:s ungdomssektion och behöll platsen i division 1 några år framöver under namnet Team Gävle HF. Gävle GIK skulle egentligen, liksom Strömsbro IF, börja om i division 4, men genom en sammanslagning med IK Sätra kunde man ta plats i division 3 där man snabbt etablerade sig i toppen och började satsa för att avancera till division 2, en strävan man dock inte lyckades uppnå.[källa behövs]
Mot slutet av 1990-talet avsåg Brynäs IF att lägga ned division 1-verksamheten med sitt "B-lag" Team Gävle HF, och GGIK kunde då ordna en lösning på division 2-problemet. Man hade en ambition att spela i division 2, men inte i division 1, så man förmådde Brynäs IF:s organisation att begära ned Team Gävle HF i tvåan och kunde därmed ta sig upp dit genom ett samgående. Under en säsong hette man Team Gävle/GGIK - och tog sig genast ända till kvalspel till division 1. Säsongen 2019/2020 inledde A-laget ett samarbete med Gävle HC.

### Spelare
En av de mest kända spelarna som spelade i Gävle GIK är Hans "Stöveln" Öberg. Han var med när de tog SM-guld 1957 och hans tröja hänger i Nynäshallen i Gävle. Andra kända spelare med bakgrund i Gävle GIK:
| - Mikael Lindholm - Elias Lindholm - Calle Järnkrok | - Andreas Dackell - Anders Carlsson - Carl-Göran Öberg | - Niklas Wikegård - Jonas Johnson - Adam Masuhr | - Joachim Rohdin - Jacob Blomqvist - Mikael Lind |

### Säsonger
| Säsong                                         | Division            | Placering | SM, kval m.m.                                                                   |
| ---------------------------------------------- | ------------------- | --------- | ------------------------------------------------------------------------------- |
| 1945/1946                                      | Division II Norra   | 3         |                                                                                 |
| 1946/1947                                      | Division II Norra   | 1         | Kval: Besegrar Leksand, Förlorar mot Traneberg och besegrar Bofors, uppflyttade |
| 1947/1948                                      | Division I Södra    | 3         | SM: Besegrar Mora och Djurgården, utslagna av Matteuspojkarna i semifinal       |
| 1948/1949                                      | Division I Norra    | 1         | Seriefinal: Förlorar mot Hammarby                                               |
| 1949/1950                                      | Division I Norra    | 2         | SM: Utslagna av Mora                                                            |
| 1950/1951                                      | Division I Norra    | 3         | SM: Besegrar Leksand och Djurgården, utslagna av Traneberg i kvartsfinalen      |
| 1951/1952                                      | Division I Norra    | 1         | Seriefinal: Förlorar mot Södertälje                                             |
| 1952/1953                                      | Division I Norra    | 3         | SM-final: Förlorar Djurgården, SM-silver                                        |
| 1953/1954                                      | Division I Norra    | 1         | SM-final: Förlorar mot Djurgården, SM-silver                                    |
| 1954/1955                                      | Division I Norra    | 2         |                                                                                 |
| 1955/1956                                      | Division I Norra    | 4         |                                                                                 |
| 1956/1957                                      | Division I Norra    | 2         | 1:a i Mästerskapsserien, SM-guld                                                |
| 1957/1958                                      | Division I Norra    | 2         | 2:a i Mästerskapsserien, SM-silver                                              |
| 1958/1959                                      | Division I Norra    | 2         | 4:a i Mästerskapsserien                                                         |
| 1959/1960                                      | Division I Norra    | 1         | 4:a i Mästerskapsserien                                                         |
| 1960/1961                                      | Division I Norra    | 4         |                                                                                 |
| 1961/1962                                      | Division I Norra    | 6         | 4:a i kvalificeringsserien                                                      |
| 1962/1963                                      | Division I Norra    | 8         | 4:a i kvalificeringsserien                                                      |
| 1963/1964                                      | Division I Norra    | 8         | 6:a i kvalificeringsserien                                                      |
| 1964/1965                                      | Division II Östra A | 4         |                                                                                 |
| 1965/1966                                      | Division II Östra A | 4         |                                                                                 |
| 1966/1967                                      | Division II Östra A | 2         |                                                                                 |
| 1967/1968                                      | Division II Östra A | 7         |                                                                                 |
| 1968/1969                                      | Division II Östra A | 11        | nerflyttade                                                                     |
| 1969–70 spelade man i Division III i ishockey. |                     |           |                                                                                 |
| 1971/1972                                      | Division II Östra A | 6         |                                                                                 |
| 1972/1973                                      | Division II Östra A | 3         |                                                                                 |
| 1973/1974                                      | Division II Östra A | 2         |                                                                                 |
| 1974/1975                                      | Division II Östra A | 9         | nerflyttade                                                                     |
| 1975–81 spelade man i lägre divisioner.        |                     |           |                                                                                 |
| 1981/1982                                      | Division I Östra    | 9         | 1:a i kvalserien                                                                |
| 1982/1983                                      | Division I Östra    | 10        | 8:a i fortsättningsserien, nerflyttade                                          |
| 1983–91 var man en del av S/G Hockey.          |                     |           |                                                                                 |